# Авиационно-космически парк
Авиационно-космически парк в Омуртаг е единственият в България авиокосмически комплекс. Посветен е на космонавта Александър Александров.
Разположен е на пътя София – Варна. Изложени са три вида самолети, пилотирани от Александров – МиГ-19, МиГ-21 и Су-22. Експонирани са и зенитно-ракетната установка М-11 и радиолокационна станция „Звезда“.

## Галерия
- Су-22, МиГ-21 (зад него), и МиГ-19 (в дъното)
- Зил-157 с П-12
- MиГ-19
- Ракетна установка „земя-въздух“ С-75 Двина